# 李梧
李梧（1541年—？年），字士任，四川瀘州民籍納谿縣人。

## 生平
五月二十四日生，行二，治《書經》，由縣學生中式嘉靖四十三年（1564年）甲子科四川鄉試第四十九名舉人，年二十八歲中式隆慶二年（1568年）戊辰科會試第一百二十三名，第三甲第一百四十九名進士。授陕西朝邑县知县，萬曆三年（1575年）升江西赣州府同知，後任河南光州知州。

## 家族
曾祖李景祿；祖李性；父李喬遷；母仇氏。具慶下，妻吳氏（聘）；張氏，兄𣔾，弟極。